# Дом П. П. Кувшинникова
Дом П. П. Кувшинникова — историческое здание в Москве, построенное в начале XIX века. Объект культурного наследия федерального значения. Расположено на Елоховском проезде, дом 1, строение 2.

## История
Владение было сформировано в начале XIX века на месте ранее существовавшего проезда к усадьбе на Ольховской улице, отчего было узким и вытянутым. Двухэтажный дом возведён в 1817 году для купца П. П. Кувшинникова. По другим данным, дом выстроен раньше и первоначально был флигелем большой усадьбы М. А. Гагариной — М. В. Мальцевой. В 1824 году по границе участка пристроен протяжённый двухэтажный флигель. В середине XIX века дом куплен купчихой Поповой, объединившей владение с соседним (см. Дом Ю. Н. Трубецкого — А. Г. Головкина). Здание было перестроено, как и соседний дом, для размещения производства.
В 2022 году в здании открылся частный культурный центр Elohovskiy Gallery предпринимателя Андрея Северилова. Выставочные залы заняли цокольное помещение, а также пространство между домом Кувшинникова и зданием Сарептского подворья. 

## Архитектура
Первоначально дом был типичным представителем застройки Москвы после пожара 1812 года в стиле классицизма. После перестройки под фабрику сохранилась лишь общая композиция членений фасада. Сохранился позднеклассический фасад флигеля. Дом с флигелем соединяет неоднократно перестроенная деревянная пристройка.